# Пуризм в английском языке
Пуризм в английском языке — идея, согласно которой исконные английские слова должны иметь преимущество перед заимствованными (пришедшими главным образом из романских языков, а также греческого и латыни). Под «исконными» могут пониматься как слова древнеанглийского языка, так и в целом слова германского происхождения. В мягкой форме эта идея обычно сводится к использованию уже существующих слов, являющихся синонимами заимствованных (например, begin вместо commence ‘начало’). Более жесткий взгляд на проблему предполагает возрождение устаревших слов (например, ettle вместо intend ‘намереваться’) и создание новых слов с германскими корнями (например, wordstock ‘словарь’, хотя уже существует слово wordbook с тем же значением). Иногда язык, возникающий в результате такого замещения, называют Anglish (буквально ‘англский’; термин введён Полом Дженнингсом в 1966 году) или «саксонизированный английский» Saxonised English. Идею «мягкого» пуризма часто поддерживают сторонники «ясного английского» (Plain English), избегающие слов греко-латинского происхождения; она оказывает определённое влияние на современный английский язык. Более радикальные идеи по-прежнему сохраняют небольшое число приверженцев.
Дэвид Кристал рассмотрел идею пуризма в английском языке в «Кембриджской энциклопедии английского языка» (1995). Эта идея возникла впервые в XVI—XVII вв. в ходе споров вокруг «заумных слов» («inkhorn terms»). В XIX в. некоторые писатели, в том числе Чарльз Диккенс, Томас Харди и особенно Уильям Барнс, пытались ввести такие понятия, как birdlore (орнитология) и speechcraft (грамматика). В XX в. одним из наиболее видных защитников пуризма был Джордж Оруэлл, предпочитавший простые англосаксонские слова сложным греческим и латинским. У идеи пуризма есть последователи и сегодня.

## История

### Древне- и среднеанглийский язык
Древнеанглийский язык заимствовал небольшое количество греко-латинских слов, преимущественно связанных с христианством (church, bishop, priest), а в эпоху Данелага (IX век) перенял из древнескандинавского языка многие слова бытового обихода (skull, egg, skirt).
После норманнского завоевания (1066—1071) положение элиты в английском обществе заняли люди, которые говорили на старонормандском языке, родственном старофранцузскому. Со временем он развился в особый англо-нормандский язык, ставший государственным. Для тех, кто хотел посвятить себя праву или государственной деятельности, его знание было необходимым (см. также французский законный язык).
Существовавший параллельно с ним среднеанглийский язык позаимствовал из англо-нормандского множество романских слов. Некоторые деятели литературы, однако, пытались препятствовать бурному потоку романских заимствований. Они видели свою задачу в том, чтобы сделать литературу доступной для английского народа на родном языке. Это означало не только необходимость писать по-английски, но и стремление избегать романских заимствований, которые могли быть непонятны читателю. Примеры таких произведений — Ормулум, «Брут» Лайамона, «Ayenbite of Inwyt» и «Катерининская группа» источников.

### Ранний современный английский
В XVI—XVII вв. получили распространение споры вокруг избыточного использования заимствованных («заумных») слов. Писатели, такие как Томас Элиот, вводили в язык множество сложных слов, по большей части латинских и греческих. Критики считали эти заимствования ненужными и излишними, указывая на то, что в английском языке уже существуют слова с теми же значениями. Тем не менее, многие слова заняли прочное положение наряду с исконными английскими, а подчас и заменили их. Английский учёный и политик Джон Чик писал:

Я придерживаюсь того мнения, что следует писать на нашем языке ясно и чисто, не допуская искажений и мешанины путём заимствований из других языков; если со временем мы не станем осмотрительнее, но будем только занимать и не давать, нашему языку придётся счесть свой дом разорённым.
Оригинальный текст (англ.)I am of this opinion that our own tung should be written cleane and pure, unmixt and unmangeled with borowing of other tunges; wherein if we take not heed by tiim, ever borowing and never paying, she shall be fain to keep her house as bankrupt.

Как следствие, некоторые писатели пытались либо вернуть к жизни устаревшие английские слова (gleeman вместо musician ‘музыкант’, sicker вместо certain ‘уверенный’, inwit вместо conscience ‘сознание, совесть’, yblent вместо confused ‘смешанный’), либо создать абсолютно новые слова с германскими корнями (endsay ‘итог’, современное английское sum, total;   yeartide ‘годовщина’, современное  anniversary;   foresayer ‘пророк’, современное prophet). Небольшая часть этих слов остаётся в общем употреблении.

### Современный английский
Видным защитником пуризма был английский писатель, поэт и филолог XIX века Уильям Барнс, призывавший сделать английскую речь понятнее для людей без классического образования. Он сетовал на «бессмысленное перенятие» иностранных слов, предлагая вместо этого использовать слова из его родного дорсетского диалекта и создавать новые на основе древнеанглийских корней. Среди предложений Барнса были такие, как speechcraft вместо grammar ‘грамматика’, birdlore вместо ornithology ‘орнитология’, fore-elders вместо ancestors ‘предки’ и bendsome вместо flexible ‘гибкий’. Другим защитником пуризма был ещё один поэт XIX столетия, Джерард Мэнли Хопкинс. В 1882 году он писал: «Можно только плакать при мысли о том, каким мог бы стать английский язык; несмотря на всё, что сделали Шекспир и Мильтон […] отсутствие красоты в языке может быть платой за нехватку чистоты».
В эссе «Политика и английский язык» (1946) Джордж Оруэлл писал:

Плохие авторы, особенно пишущие на политические, научные и социологические темы, находятся во власти представления, будто латинские и греческие слова благороднее саксонских.
Оригинальный текст (англ.)Bad writers, and especially scientific, political and sociological writers, are nearly always haunted by the notion that Latin or Greek words are grander than Saxon ones.

Современник Оруэлла, австралийский композитор Перси Грейнджер, использовал в письменной речи только германские слова и называл свой язык «голубоглазым английским» (blue-eyed English). Так, вместо слова composer ‘композитор’ он употреблял неологизм tonesmith ‘кузнец звуков’. В 1962 году Ли Холландер перевёл на английский язык «Старшую Эдду»; перевод содержал почти исключительно германские слова и впоследствии вдохновил некоторых писателей использовать аналогичный стиль.
В 1966 году Пол Дженнингс написал для журнала «Панч» ряд статей, посвященных 900-летию нормандского завоевания. В них он задавался вопросом, какой была бы Англия, если бы этого события не произошло. Среди прочего он привёл пример «Anglish» — языка, каким мог бы писать Шекспир, если бы нормандское вторжение потерпело крах. Кроме того, он выразил признательность «Уильяму Барнсу, дорсетскому поэту-филологу».
В 1989 году писатель-фантаст Пол Андерсон написал небольшой текст об основах атомной теории, который назвал Uncleftish Beholding. В нём использовались только слова германского происхождения; целью писателя было показать, как английский язык выглядел бы без иностранных заимствований. Дуглас Хофштадтер шутливо назвал этот стиль «андерсаксонским». С тех пор это слово применяется для обозначения научных текстов, в которых использованы только германские слова.
Среди методов Андерсона были:
- расширение смысла (motes ‘частицы’);
- калька — перевод морфем с другого языка (uncleft ‘атом’, от греческого «неделимый»);
- калька с других германских языков, в основном немецкого и голландского (waterstuff ‘водород’, sourstuff ‘кислород’);
- сложение слов (firststuff ‘элемент’, буквально ‘первовещь’; lightrotting ‘радиоактивный распад’, буквально ‘светораспад’).

Другой подход, без специфического названия, был применён Дэвидом Коули в статье «Как мы говорили бы, если бы англичане победили в 1066» (сентябрь 2009). Он заключается в адаптации известных древнеанглийских слов к современной орфографии; автор разделил эти слова на 5 групп, от простых к наиболее сложным и интересным, а также сопроводил свои рассуждения большим количеством примеров, рисунков и тестов.
Начиная с 2000-х, появляется ряд онлайн-проектов, посвящённых «Anglish». В качестве примера можно назвать вики-проект «Anglish Moot» (‘Англское вече’), существующий с 2005 года.